# Azorastia gemmae
Azorastia gemmae är en tvåvingeart som beskrevs av Miguel Carles-Tolrá 1994. 
Azorastia gemmae ingår i släktet Azorastia och familjen Nannodastiidae. Inga underarter finns listade i Catalogue of Life.